# Сандівілл (Огайо)
Сандівілл (англ. Sandyville) — переписна місцевість (CDP) в США, в окрузі Таскарвас штату Огайо. Населення — 350 осіб (2020).

## Географія
Сандівілл розташований за координатами 40°38′48″ пн. ш. 81°22′1″ зх. д. / 40.64667° пн. ш. 81.36694° зх. д. (40.646723, -81.367055).  За даними Бюро перепису населення США в 2010 році переписна місцевість мала площу 1,63 км², уся площа — суходіл.

## Демографія
Згідно з переписом 2010 року, у переписній місцевості мешкало 368 осіб у 156 домогосподарствах у складі 104 родин. Густота населення становила 226 осіб/км².  Було 166 помешкань (102/км²).
Расовий склад населення:
| - 97,3 % — білих - 0,3 % — корінних американців - 1,9 % — осіб інших рас |

До двох чи більше рас належало 0,5 %. Частка іспаномовних становила 1,9 % від усіх жителів.
За віковим діапазоном населення розподілялося таким чином: 18,5 % — особи молодші 18 років, 62,7 % — особи у віці 18—64 років, 18,8 % — особи у віці 65 років та старші. Медіана віку мешканця становила 46,0 року. На 100 осіб жіночої статі у переписній місцевості припадало 95,7 чоловіків;  на 100 жінок у віці від 18 років та старших — 94,8 чоловіків також старших 18 років.
Середній дохід на одне домашнє господарство  становив 37 657 доларів США (медіана — 29 922), а середній дохід на одну сім'ю — 56 518 доларів (медіана — 46 979). За межею бідності перебувало 15,6 % осіб, у тому числі 0,0 % дітей у віці до 18 років та 13,8 % осіб у віці 65 років та старших.
Цивільне працевлаштоване населення становило 88 осіб. Основні галузі зайнятості: роздрібна торгівля — 44,3 %, фінанси, страхування та нерухомість — 26,1 %, оптова торгівля — 13,6 %.